# Paramyrmococcus vietnamensis
Paramyrmococcus vietnamensis är en insektsart som beskrevs av Williams D. J. 1978. Paramyrmococcus vietnamensis ingår i släktet Paramyrmococcus och familjen ullsköldlöss.
Artens utbredningsområde är Vietnam. Inga underarter finns listade i Catalogue of Life.